# Phygadeuon punctipleuris
Phygadeuon punctipleuris là một loài tò vò trong họ Ichneumonidae.